# Walckenaeria aenea
Walckenaeria aenea là một loài nhện trong họ Linyphiidae. Loài này phân bố ở México.